# Стратан, Клеопатра Павловна
Клеопа́тра Па́вловна Страта́н (рум. Cleopatra Stratan, род. 6 октября 2002, Кишинёв, Молдавия) — молдавская певица. Дочь певца Павла Стратана, самая молодая исполнительница песен, добившаяся коммерческого успеха со своим альбомом 2006 года La vârsta de trei ani («At the age of 3»).
Альбом вышел двойным платиновым диском в 2006 году тиражом 150000 копий в Румынии. Были сняты два клипа на песни «Ghiţă» и «Număr pân' la unu».

## Биография
Однажды, когда Павел Стратан, отец Клеопатры, находясь в студии звукозаписи вместе с трёхлетней Клеопатрой, записывал песню «Mama», девочка неожиданно сказала «Я знаю эту песню! Можно мне её спеть?», девочке дали микрофон, и она начала подпевать отцу. В итоге была записана песня, в которой Клеопатра исполнила ведущую партию. Кроме того, было предложено, чтобы Клеопатра, которая была моложе даже Ширли Темпл (дебютировавшей в кино в возрасте 6 лет), попала в Книгу рекордов Гиннесса как самая юная исполнительница, выступившая на сцене и записавшая собственный альбом в возрасте трёх лет.
Некоторые песни Клеопатры переведены на английский и испанский языки. Также Клеопатра стала популярна в Японии.
После того, как в 2006 году был выпущен дебютный альбом певицы La vârsta de 3 ani, её отец заявил о том, что до выпуска следующего диска Клеопатра не будет выступать на публике.
В 2008 году был выпущен второй альбом Клеопатры под названием La vârsta de 5 ani. Хитом этого альбома стала песня «Zunea-zunea».
13 декабря 2008 года родился брат Клеопатры, Цезарь. 20 декабря певица выступила с концертом перед тем, как вылететь в Кишинёв для встречи с младшим братом.

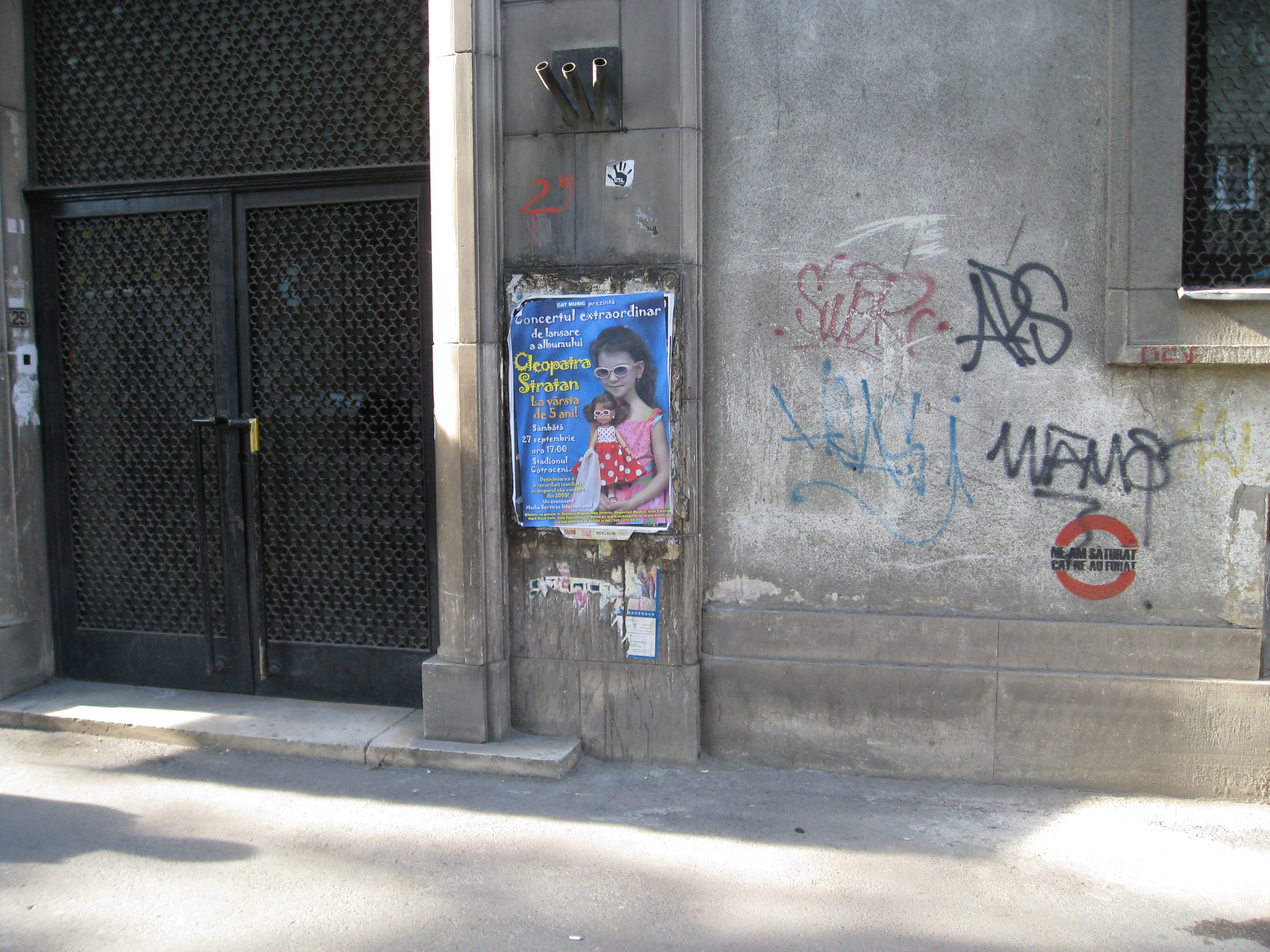
Концертный постер Клеопатры Стратан Бухарест, сентябрь 2008.

Замужем за Эдвардом Санда. 

## Альбомы

### La vârsta de 3 ani (2006)
| Название          | Длительность |
| Ghiţă             | 3' 17''      |
| Cuţu              | 3' 07''      |
| Te-am întâlnit    | 2' 38''      |
| Şansa             | 2' 22''      |
| Noapte bună!      | 3' 54''      |
| Număr pân' la unu | 2' 45''      |
| Mama              | 3' 58''      |
| Surprize          | 3' 28''      |
| Zuzu-zuzu         | 2' 08''      |
| Oare cât?         | 2' 01''      |
| Pasărea pistruie  | 3' 44''      |

### La vârsta de 5 ani (2008)
| Название                  | Длительность |
| Zunea-Zunea               | 2' 59''      |
| Elefantul şi furnica      | 3' 04''      |
| Lupul, iezii şi vizorul   | 4' 17''      |
| Vino, te aştept           | 3' 00''      |
| Căţeluş cu părul creţ     | 3' 28''      |
| Dăruieşte                 | 3' 45''      |
| Gâşte-gâşte               | 2' 43''      |
| Melc-melc                 | 2' 42''      |
| Refrenul dulcilor poveşti | 3' 00''      |
| Va veni o zi-ntr-o zi     | 3' 27''      |

### Crăciun Magic (2009)
| Название                  | Длительность |
| Domn, Domn, sa-naltam     | 3' 10''      |
| Ingerii soptesc           | 3' 39''      |
| Steaua sus rasare         | 2' 44''      |
| A venit, a venit, iarna   | 3' 41''      |
| La Betleem colo-n jos     | 3' 03''      |
| Intr-un miez de noapte    | 3' 51''      |
| Leru-i Doamne             | 4' 20''      |
| Florile dalbe             | 3' 04''      |
| Astazi s-a nascut Hristos | 2' 43''      |
| Maria si Iosif colinda    | 3' 04''      |
| Seara de Craciun frumos   | 2' 24''      |
| Deschide usa, crestine    | 5' 34''      |

### Melodii Pentru Copii (2012)
| Название             | Длительность |
| Cand Voi Creste Mare | 3' 22''      |
| Mos Martin           | 3' 15''      |
| Mama Mea E Cea Mai   | 2' 43''      |
| Vesel Iepuras        | 2' 36''      |
| Fratiorul Meu        | 2' 50''      |
| Trei Buburuze        | 3' 07''      |
| Hopa-Hop             | 3' 22''      |
| Ursuletul Bambulica  | 2' 57''      |
| Pentru Noi Doi       | 2' 13''      |
| Parcul Zoologic      | 2' 22''      |

## Клипы
- На две песни из первого альбома были сняты клипы — это Numar Pan "la unu и самый популярный клип Клеопатры — Ghita.
- Перед выходом второго альбома также сняли клип на песню Клеопатры — Noapte Buna.
- После выпуска второго альбома был снят клип Zuneа-zunea, который также стал популярным.
- Также был снят клип на песню, которая не входит ни в один из сборников — Mos Craciun. В клипе участвовали Клео и её отец.